# Eugenia acrensis
Eugenia acrensis är en myrtenväxtart som beskrevs av Mcvaugh. Eugenia acrensis ingår i släktet Eugenia och familjen myrtenväxter. Inga underarter finns listade i Catalogue of Life.